# Гунімунд
Гунімунд (Hunimund) — король остготів, син Германаріха. Правитель групи племен, що мешкали на теренах сучасної України.
Посів трон післа короля Вінітара близько 390.
Також в літописах згадується як Гунімунд Красивий.
Діти:
- Гезимунд
- Торизмунд
- Вадамерка, дружина Баламира.